# Міністерство розвитку громад та територій України (2019–2022)
Міністерство розвитку громад та територій України (Мінрегіон) — колишнє міністерство, що працювало задля підвищення конкурентоспроможності регіонів, розвитку місцевого самоврядування, забезпечення комфортних та безпечних умов проживання населення України, створення та дотримання ефективних правил та умов будівельної діяльності, гармонійного життєвого середовища, ефективного використання енергоносіїв у сфері ЖКГ.
Орган утворений як Міністерство регіонального розвитку, будівництва та житлово-комунального господарства України у результаті адміністративної реформи 9 грудня 2010 року шляхом реорганізації Міністерства регіонального розвитку та будівництва України та Міністерства з питань житлово-комунального господарства України. 6 квітня 2011 року перейменоване на Міністерство будівництва та житлово-комунального господарства України. 12 травня 2011 року міністерству повернено попередню назву — Міністерство регіонального розвитку, будівництва та житлово-комунального господарства України. З 03 вересня 2019 року перейменоване на Міністерство розвитку громад та територій України. З 3 грудня 2022 року реорганізовано шляхом приєднання до Міністерства розвитку громад, територій та інфраструктури України (перейменоване Міністерство інфраструктури України).

## Керівництво
Міністерством керував Чернишов Олексій Михайлович — Міністр розвитку громад та територій України з 4 березня 2020 року по 3 грудня 2022 року.

### Заступники міністра[8]
- Перший заступник: Василь Лозинський
- Заступник: В'ячеслав Негода[9]
- Заступник: Іван Лукеря
- Заступник: Наталія Хоцянівська
- Заступник: Наталя Козловська
- Заступник з питань європейської інтеграції: Ігор Корховий

### Попередники
- Шмигаль Денис Анатолійович — Віце-прем'єр-міністр України—Міністр розвитку громад і територій з 4 лютого по 4 березня 2020 року.
- Бабак Альона Валеріївна — Міністр розвитку громад та територій України з 29 серпня 2019 р. по 04 лютого 2020 р.
- Зубко Геннадій Григорович — Міністр регіонального розвитку, будівництва та житлово-комунального господарства України з 2 грудня 2014 року по 29 серпня 2019 р.
- Гройсман Володимир Борисович (27 лютого — 2 грудня 2014 року).

## Робота міністерства та реформи

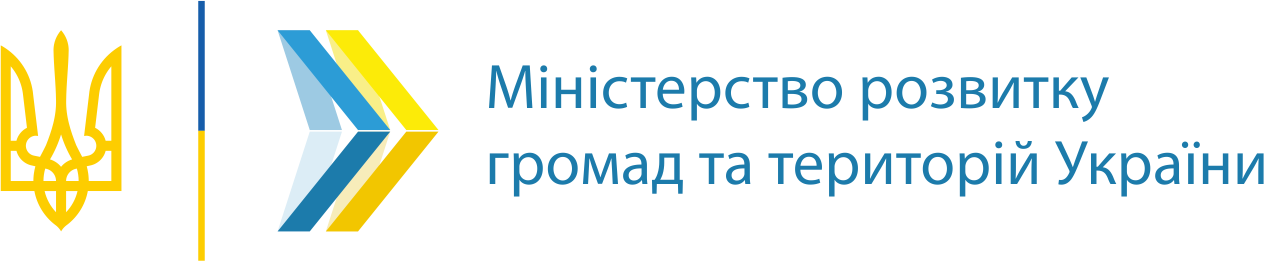
Попередній логотип міністерства

Основні пріоритети діяльності Міністерства регіонального розвитку, будівництва та житлово-комунального господарства у 2015 році — проведення децентралізації, будівельна реформа та запровадження ринкових відносин у сфері ЖКГ, що допоможе забезпечити споживачів якісними послугами.
У грудні 2014 року, за ініціативи Мінрегіону під керівництвом Геннадія Зубка, були внесені зміни до Бюджетного та Податкового кодексів, в Україні відбулася фінансова децентралізація. Завдяки цьому у 2015 році місцеві бюджети стали профіцитними [Архівовано 2 квітня 2015 у Wayback Machine.]. За попередніми розрахунками, у 2015 році вони отримають понад 30 млрд грн. У більш віддаленій перспективі доходи місцевих бюджетів зможуть зрости у два-три рази.
Через міністерство Кабінет Міністрів України спрямовує і координує діяльність центральних органів виконавчої влади:
- Державної архітектурно-будівельної інспекції України.[10]

Міністерство веде містобудівний кадастр на державному рівні та Єдиний державний реєстр громадян, які потребують поліпшення житлових умов.

## Структура

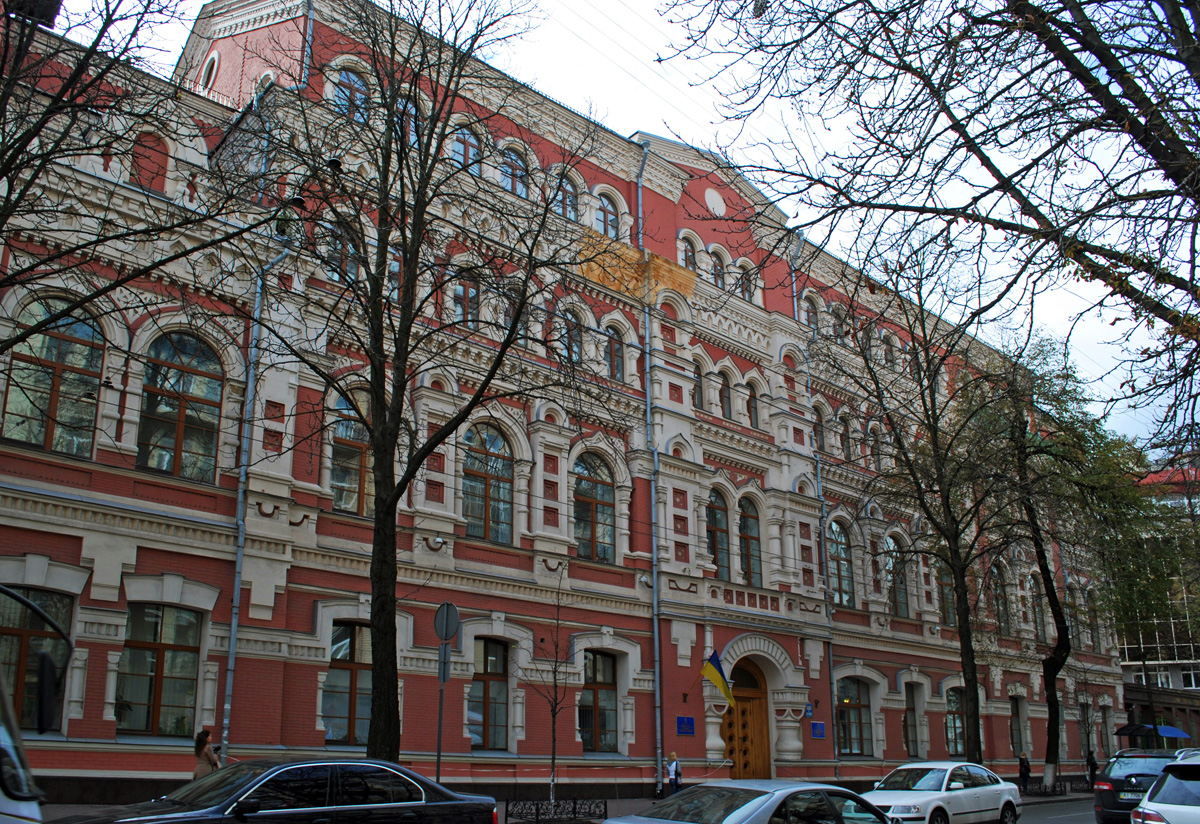
Офіс Міністерства, вулиця Велика Житомирська

Департаменти, управління та служби Міністерства розвитку громад та територій України
- Патронатна служба Міністра
- Директорат стратегічного планування та європейської інтеграції
- Директорат з питань розвитку місцевого самоврядування, територіальної організації влади та адміністративно-територіального устрою
- Директорат регіональної політики
- Директорат просторового планування територій та архітектури
- Директорат технічного регулювання у будівництві
- Директорат енергоефективності
- Департамент житлової політики та благоустрою
- Департамент комунальних послуг та комунального обслуговування
- Департамент адміністративно-організаційного забезпечення
- Департамент впровадження  пріоритетних проектів регіонального розвитку
- Фінансовий департамент
- Юридичний департамент
- Департамент економіки систем життєзабезпечення
- Управління (служба) управління персоналом
- Управління інформаційних технологій
- Управління ціноутворення, економіки та договірних відносин у будівництві
- Відділ взаємодії із засобами масової інформації
- Оперативно-диспетчерський відділ
- Відділ управління державною власністю
- Сектор контролю
- Сектор протокольного забезпечення міжнародного співробітництва Міністерства
- Сектор внутрішнього аудиту
- Сектор з питань запобігання та виявлення корупції
- Сектор з питань цивільного захисту
- Сектор мобілізаційної роботи та з питань оборони
- Сектор режимно-секретної роботи
- Сектор тендерних процедур
- Сектор розвитку громадянського суспільства